# أمفورة الهور عديمة الزوائد
أمفورة الهور عديمة الزوائد هو من نوع أمفورة الهور موطنه الأصلي ولاية بوليفار في فنزويلا. كان يعد فترة طويلة مجموعة متنوعة من أمفورة الهور المتغيرة، ولكن مؤخرًا رُفع إلى رتبة نوع.